# Bijekcija
U matematici, za funkciju iz skupa X u skup Y kažemo da je bijektivna ako za svaki y u Y postoji točno jedan x u X takav da f(x) = y.
Drugim riječima, f je bijektivna je 1-1 korespondencija između tih skupova, tj. i 1-1 (injekcija) i na (surjekcija)
Na primjer, funkcija sljedbenika sljed, definirana na skupu cijelih brojeva {\displaystyle \mathbb {Z} } u {\displaystyle \mathbb {Z} }, tako da svakom cijelom broju x pridjeljuje cijeli broj sljed(x) = x + 1. Za drugi primjer, neka se promotri funkcija sumraz koja svakom paru (x,y) realnih brojeva pridjeljuje par sumraz(x,y) = (x + y, x − y).  
Bijektivna se funkcija još zove bijekcija ili obostrano jednoznačno preslikavanje ili permutacija. Potonji se termin češće koristi kad je X = Y. Valja uočiti da 1-1 funkcija nekim autorima znači 1-1 korespondencija (tj. bijekcija), a drugim autorima injekcija. Skup svih bijekcija iz Y u Y se označava kao X{\displaystyle {}\leftrightarrow {}}Y.
Bijektivne funkcije imaju fundamentalnu ulogu u mnogim područjima matematike, poput definicije izomorfizma (i srodnih koncepata poput homeomorfizma i difeomorfizma), permutacijske grupe, projektivne ravnine, i mnogim drugim.

## Kompozicija i inverzija
Funkcija f je bijektivna ako i samo ako je njezina inverzna relacija f −1 funkcija. U tom je slučaju f −1 također i bijekcija.
Kompozicija g o f dvaju bijekcija f{\displaystyle \;:\;} X{\displaystyle {}\leftrightarrow {}}Y i g{\displaystyle \;:\;} Y{\displaystyle {}\leftrightarrow {}}Z je bijekcija. Inverz od g o f je (g o f)−1 = (f −1) o (g−1).
S druge strane, ako je kompozicija g o f dvaju funkcija bijektivna, možemo samo reći da je f injektivna i g surjektivna.
Relacija f iz X u Y je bijektivna funkcija ako i samo ako postoji druga relacija g iz Y u X takva da je g o f identiteta na X, i f o g je identiteta na Y. Slijedi da skupovi imaju isti kardinalni broj

## Vidjeti također
- injekcija
- izomorfizam
- permutacija
- simetrična grupa
- surjekcija